# バックパス・ルール
バックパス・ルール (英語: back-pass rule) は、サッカーの競技規則第12条に記されている規則である。

## 概要
バックパス・ルールは、同じチームに属するサッカー選手（フィールドプレイヤー、以下「FP」）がゴールキーパー（以下「GK」）へと「意図的に」ボールを「蹴った」場合もしくはスローインのボールをGKへと戻した場合に、GKがそのボールを手で扱うことを禁止した規則である。
バックパス・ルールでは反則を犯した選手はバックパスを出したFPではなく、ボールを手で扱ったGKとなる。従って、GKがバックパスを手で扱った場所から対戦相手に間接フリーキックが与えられる。ただ、バックパス・ルールの反則を犯してフリーキックが与えられるという実例は少ない。
バックパス・ルールは以下の3つの節から成り立っている。
1. GKと同じチームに属する選手によりボールが蹴られた（足でのプレー、膝、太腿、脛は含まない）際に、
2. GKが直接ボールを手で扱う（間に他の選手のボールへの関与が一切ない場合、「手で扱う」行為にはボールに手で触れる行為、片手もしくは両手による捕球行為を含む）行為が行われた場合、
3. この行為は審判により、GKへの意図しないミスキックとしてではなく故意かつ意図的なプレーであるとみなされる。

上記のように、バックパス・ルールに違反するパターンはFPがGKに向かって故意に足で蹴ったボールをGKが直接手で捕球した場合に限られる。
従って、頭部、胸部、膝によってFPがGKにバックパスを送った場合はGKはボールを手で扱うことができる。
また、例えばディフェンダーがボールをクリアする際にキックミスなどでボールがGKの方向へと転がった場合のように、同じチームに属する選手が故意ではなくボールをGKに戻す場合でもGKはボールを手で扱うことができる。
バックパスはアイルランド代表GKパット・ボナーの時間稼ぎ行為が話題となった1990 FIFAワールドカップ終了後、時間稼ぎのプレーや、過度に守備的なプレーを減らすため1992年に導入された。また、リヴァプールFCのブルース・グロベラーは一度ボールを手でキャッチし、ボールを手から離した後少しドリブルをし、相手選手が接近してきた場合に再度ボールを手で扱い時間稼ぎをするといったプレーを頻繁に用いるGKとして知られていた。これを防ぐため、バックパス・ルールと同時にこの行為を防ぐ目的を意図したルールが導入されており、一度手から離したボールを他のプレーヤーを介さずに手で扱うことを禁止している。このルールを破り反則を犯した場合も間接フリーキックが与えられる。
2011年11月にバックパス・ルールの反則を取られゴールを決められた後、ストーク・シティの代表ピーター・コーツは「競技規則のあの部分は実際には全く機能していない。私はGKへのバックパスでフリーキックが与えられた場面を最後に見た時期を覚えていない。至極当然のように無視されてきたように思う」と述べた。